# Kykloi
Kykloi (altgriechisch κύκλοι, lateinisch cycli) waren in der antiken Astronomie die elf Himmelskreise. Dazu wurden gezählt:
- die Milchstraße als einzig sichtbarer Himmelskreis,
- der Himmelsäquator,
- die parallel zum Himmelsäquator verlaufenden nördlichen und südlichen Wendekreise,
- die ebenfalls parallel verlaufenden nördlichen und südlichen Polarkreise,
- die Ekliptik,
- die beiden Koluren, die Äquinoktialkolur und die Solstitialkolur, und
- Horizont und Meridian.

Mit Ausnahme von Wende- und Polarkreisen sind alle Großkreise.
Alle Kreise sind auf der Himmelskugel fest positioniert und werden daher als unbeweglich (ἀκίνητοι immoti) bezeichnet, bis auf Horizont und Meridian, die daher beweglich (κινούμενοι volucres) genannt werden.